# Alessandro (nipote di Erode il Grande)
Gaio Giulio Alessandro (latino: Gaius Iulius Alexander; greco: Γαίος Ιούλιος Αλέξανδρος; 15 a.C. – 27 circa) fu un membro della dinastia erodiana.

## Biografia
Alessandro era il secondogenito del principe erodiano Alessandro e di sua moglie Glafira; suo fratello maggiore era Tigrane, ed ebbe anche una sorella minore il cui nome non è noto. Suo padre Alessandro era di discendenza ebrea, nabatea ed edomita, ed era il figlio del re Erode il Grande e della principessa asmonea Mariamne. Glafira era una principessa cappadoce, di discendenza greca, armena e persiana; era figlia del re ellenistico Archelao di Cappadocia, mentre la madre era una principessa armena, forse imparentata con la dinastia artasside. Alessandro ricevette il nome del padre, simbolo del suo lignaggio asmoneo ed ellenistico.
Nacque e fu cresciuto alla corte del nonno a Gerusalemme, dove assistette al crescente scontro tra il padre e il nonno. Lo scontro ebbe fine nel 7 a.C., quando Erode mise a morte Alessandro (e suo fratello Aristobulo), con l'accusa di tradimento; Glafira fu rimandata alla corte di suo padre, mentre i figli di Alessandro restarono presso il nonno, che poté in questo modo controllarli. Alessandro e Tigrane furono guardati con preoccupazione dal figlio primogenito di Erode, Antipatro, che temeva la crescita del loro prestigio e del loro rango anche grazie all'aiuto del nonno materno Archelao, alleato di Erode. Mentre Alessandro si trovava a corte, fu organizzato il suo matrimonio con la figlia di Ferora, il fratello di Erode, ma questo fidanzamento fu annullato quando Antipatro convinse Erode che un legame molto stretto tra Ferora e Archelao sarebbe potuto diventare una minaccia contro il sovrano.
Erode morì nel 4 a.C.; Alessandro e suo fratello lasciarono Gerusalemme per tornare a vivere alla corte materna, in Cappadocia, rinunciando alla loro discendenza ebraica e abbandonando la fede giudaica da una parte, accettando la cultura e religione ellenistica dei loro avi materni; i loro legami con la dinastia erodiana non furono completamente interrotti, ma furono considerati gentili da parte degli ebrei. È anche possibile che Archelao abbia mandato Alessandro a Roma per proseguire la sua educazione.
Poco si sa sulla vita successiva di Alessandro. Compare come amministratore di vaste proprietà egiziane della dinastia giulio-claudia e fu un ricco proprietario terriero di suo, con due proprietà nella città egiziana di Euhemeria (Faiyum). Alessandro sposò una nobildonna vissuta all'epoca di Augusto e Tiberio; i due ebbero un figlio chiamato Tigrane in onore di suo fratello e successivamente re cliente di Armenia durante il regno di Nerone. L'imperatrice romana Livia e la sua nuora Antonia Minore furono menzionate nel testamento di Alessandro.